# Chileomma chilensis
Espèce
Chileomma chilensis est une espèce d'araignées aranéomorphes de la famille des Prodidomidae.

## Distribution
Cette espèce est endémique de la région du Biobío au Chili,. Elle se rencontre vers Florida.

## Description
Le mâle holotype mesure 2,38 mm et la femelle paratype 2,53 mm.

## Systématique et taxinomie
Cette espèce a été décrite par Platnick, Shadab et Sorkin en 2005.

## Étymologie
Son nom d'espèce, composé de chil[e] et du suffixe latin -ensis, « qui vit dans, qui habite », lui a été donné en référence au lieu de sa découverte, le Chili.

## Publication originale
- Platnick, Shadab & Sorkin, 2005 : « On the Chilean spiders of the family Prodidomidae (Araneae, Gnaphosoidea), with a revision of the genus Moreno Mello-Leitão. » American Museum novitates, no 3499, p. 1-31 (texte intégral).